# یلوه نوک‌دراز آفریقایی
یلوه نوک‌دراز آفریقایی (نام علمی: Rallus caerulescens) پرنده کوچک تالابی از خانواده یلوگان است که در شرق و جنوب آفریقا یافت می‌شود.

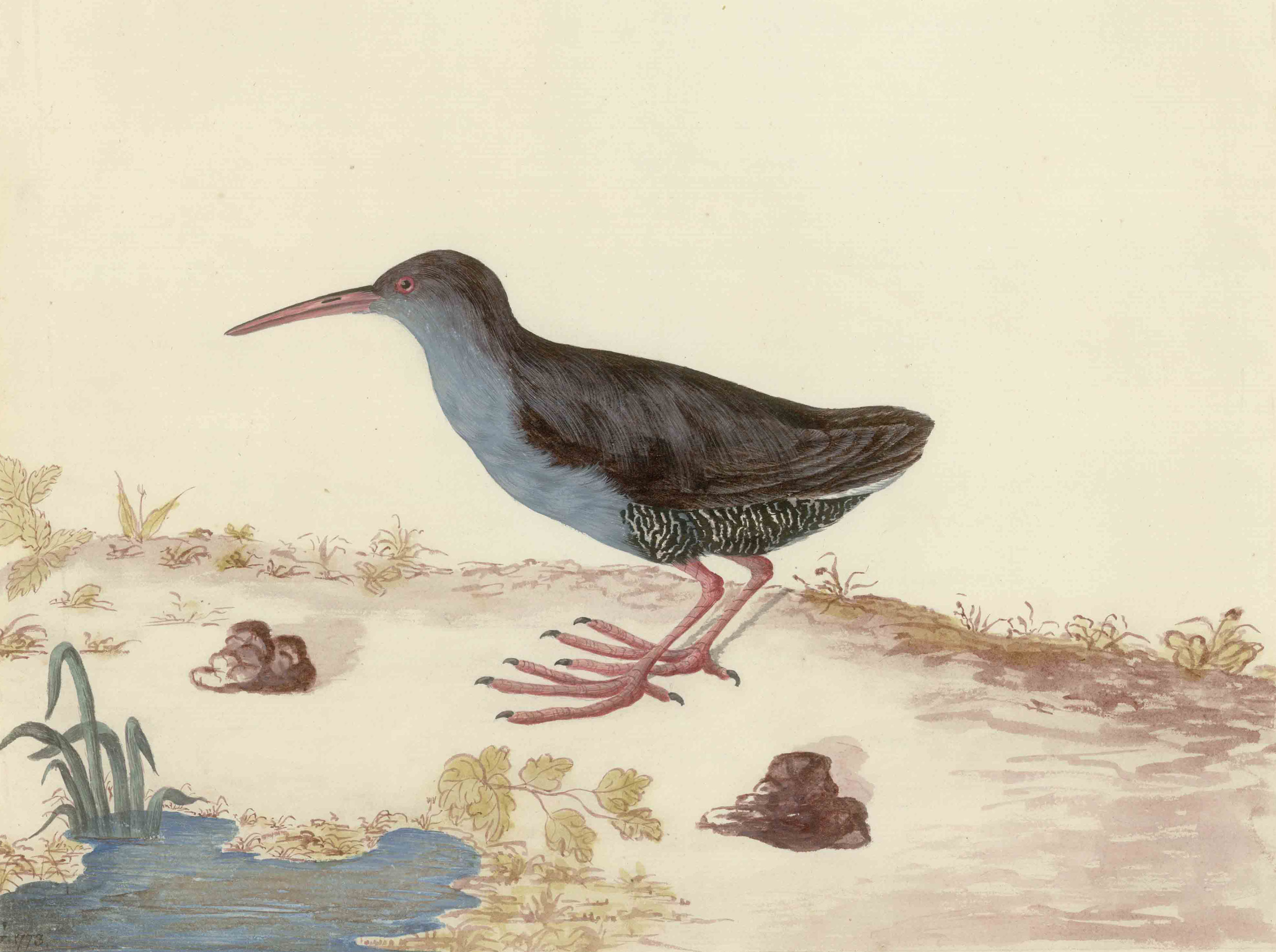
نقاشی آبرنگ ساخته جورج فورستر در دومین سفر جیمز کوک به اقیانوس آرام. این تصویر هولوتایپ برای این گونه است.